# تپه آجرخانه نقدوز
تپه آجرخانه نقدوز مربوط به سده‌های اولیه و میانه دوران‌های تاریخی پس از اسلام است و در شهرستان اهر، بخش مرکزی، دهستان قشلاق، روستای نقدوز واقع شده و این اثر در تاریخ ۱۵ دی ۱۳۸۷ با شمارهٔ ثبت ۲۳۹۴۵ به‌عنوان یکی از آثار ملی ایران به ثبت رسیده است.